# ガリーナ・ウストヴォーリスカヤ
ガリーナ・イワーノヴナ・ウストヴォーリスカヤ（ロシア語: Гали́на Ива́новна Уство́льская、1919年6月17日 - 2006年12月22日）は、ペトログラードに生れた現代音楽の作曲家である。

## 略歴
レニングラード音楽院ならびに同音楽院研究科で、ドミートリイ・ショスタコーヴィチに師事。1947年から1977年までレニングラード音楽学校で作曲を教えた。
卒業後もショスタコーヴィチに個人指導を受け、この恩師と恋愛関係にあったといわれるほど濃密な関係を結んだにもかかわらず、作曲様式においてショスタコーヴィチの影響は微塵も感じさせない。1950年以降、非妥協的なモダニストとしての道を歩み、社会主義リアリズムにつながる愛国主義的な安易な作風をとらず、神秘主義的な志向性のためもあってソ連時代には陽の目を見なかった。
ペレストロイカとその後のソビエト連邦の崩壊にともない、いくつかのピアノ曲や室内楽曲が演奏・録音されるようになり、現在ショスタコーヴィチの門弟では、演奏回数のかなり高い作曲家の一人になりつつあるが、ロシア国内では清貧に甘んじていると言われていた。2006年12月、故郷サンクトペテルブルクで逝去。87歳。

## 作品
作品は数少なく、ソ連時代の「公式的な」作品を除くと、特徴的な作品は以下の21曲しかない。
- ピアノと弦楽合奏、ティンパニのための協奏曲 (1946年)
- ピアノ・ソナタ第1番 (1947年)
- クラリネット、ヴァイオリン、ピアノのための三重奏曲 (1949年)
- ピアノ・ソナタ第2番 (1949年)
- 2つのオーボエ、4つのヴァイオリン、ティンパニとピアノのための八重奏曲 (1950年)
- ピアノ・ソナタ第3番 (1952年)
- ヴァイオリン・ソナタ (1952年)
- ピアノのための12の前奏曲 (1953年)
- 交響曲 第1番 (1955年)
- ピアノ・ソナタ第4番 (1957年)
- ピアノとチェロのための大二重奏曲 (1959年)
- ピアノとヴァイオリンのためのデュエット (1964年)
- コンポジション第1番 Dona Nobis Pacem (1971年)
- コンポジション第2番 Dies Irae (1973年)
- コンポジション第3番 Benedictus, Qui Venit (1975年)
- 交響曲 第2番《真実と永遠なる浄福》 (1979年)
- 交響曲 第3番《救世主イエスよ、われらを救いたまえ》 (1983年)
- 交響曲 第4番《祈り》(1985年7月)
- ピアノ・ソナタ第5番 (1986年)
- ピアノ・ソナタ第6番 (1988年)
- 交響曲 第5番 (1989年/1990年)

## 家族
夫：コンスタンチン・バグレニン - 作曲家